# Pomacea lineata
Pomacea lineata és una espècie de mol·lusc gastròpode d'aigua dolça de la família Ampullaridae originària del Brasil. El gènere conté els caragols d'aigua dolça més grans de la terra. A Àsia i Europa és considerada com una espècie invasora. A la Unió Europea el seu transport, comerç i tinença són prohibits.

## Descripció
La conquilla petita i relativament allargassada és de color blanquinós o groc amb moltes bandes espirals fines i definides, de mida mitjana. Aquestes bandes li van valdre el nom lineata. L'espira és obtusa, bastant elevada amb voltes arrodonides i sutura obtusa. L'obertura és ampla, i semicircular. El cargol és d'un ample de 40 a 60 mm i una alçada de 45 a 75 mm. El cos tou és de color gris brunenc, amb taquetes fosques. Els ous de color blanquinosa es posen en rams centenars d'unitats ben enganxats amb un diàmetre de 3 mm. Són herbívors.
La forma exterior, l'hàbitat i l'anatomia interna de la Pomacea lineata s'assemblen molt al cargol poma acanalat i es distingeixen pel color dels ous, la glàndula albugínia i l'aparell reproductor masculí. Altres sòsies són P. sordida, P. haustrum i P. maculata.

## Distribució
És originari del Brasil.

## Ús
La Pomacea lineata s'utilitza en la medicina tradicional de la Regió Nord-est del Brasil contra asma, esquinços, furóncols i úlceres.